# Нилов, Дмитрий Юрьевич
Дмитрий Юрьевич Нилов (род. 11 августа 1978) — российский классический гитарист, лауреат всероссийских и международных конкурсов.

## Биография
Родился в 1978 году в Смоленске. Начал заниматься музыкой с 5 лет, его первым инструментом было фортепиано, в 10-летнем возрасте выбрал шестиструнную гитару. Во время обучения в музыкальной школе № 2 города Смоленска (1988—1994; педагог С. А. Солтан) и музыкальном училище Смоленска (1994—1997; педагог В. Ф. Павлюченков) стал победителем ряда национальных и международных конкурсов молодых исполнителей (Витебск, Могилёв, Ярославль, Тверь, Санкт-Петербург) и получил стипендию правительства России.
В 1997—2002 годах Дмитрий — студент РАМ имени Гнесиных (класс профессора, заслуженного артиста РФ Александра Фраучи; последний год обучения — класс Никиты Кошкина), в 2002—2004 годах — аспирант ГКА им. Маймонида.
В 1998 году 20-летний гитарист стал самым молодым участником финала и лауреатом конкурса Printemps de la guitare под патронатом Её Величества Королевы Фабиолы (Валькур, Бельгия), исполнив в финале « Фантазию для джентльмена» Хоакина Родриго с Королевским камерным оркестром Валлонии. В 2002 году Дмитрий вновь добивается успеха, завоевав премию на конкурсе.
В 2001 году вместе с Денисом Мацуевым (фортепиано), Игорем Фёдоровым (кларнет) и Николаем Горбуновым (контрабас) Дмитрий участвовал в заключительном концерте XXXVII фестиваля «Русская зима» (Московская государственная академическая филармония) в программе «Звёзды XXI века — молодые таланты России».
С 2003 года Дмитрий — концертирующий музыкант. Он дал сотни концертов, как сольных, так и в качестве солиста с симфоническими оркестрами, в России, Франции, Германии, Испании, Бельгии, Нидерландах, Беларуси, на Украине, в Литве, выступая и в крупных филармонических залах и в концертных залах небольших городов, тем самым стремясь расширить границы признания гитары как совершенного классического инструмента.
За время своей концертной деятельности Дмитрий перешёл от исполнения концертных программ на основе классического гитарного репертуара к концертам, в которых исполняются его переложения фортепианных произведений И. Альбениса, Э. Гранадоса, а целые отделения занимает исполнение собственных переложений музыканта скрипичных партит и сонат И. С. Баха.

## Дискография
Дмитрий Нилов. Собор. 2004. Live. Издатель — Союз Продакшн
(1) Джироламо Фрескобальди
«Ария с вариациями»
(2-6) Мануэль Понсе
«Сюита в стиле Вайса»
Прелюдия, Аллеманда, Сарабанда, Гавот, Жига
(7-9) Мануэль Понсе
«Соната № 3»
Allegro moderato, Song, Allegro non troppo
(10) Фернандо Сор
Интродукция и вариации на тему Моцарта
(11-13) Августин Барриос
Сюита «Собор»
Preludio, Andante, Allegro
(14-15) Лео Брауэр
«Хвала танцу»
«Один день в ноябре»
(16) Исаак Альбенис «Легенда»